# Philaccolus
Philaccolus is een geslacht van kevers uit de familie  waterroofkevers (Dytiscidae).
Het geslacht is voor het eerst wetenschappelijk beschreven in 1937 door Guignot.

## Soorten
Het geslacht omvat de volgende soorten:
- Philaccolus elongatus (Régimbart, 1903)
- Philaccolus lepidus Guignot, 1949
- Philaccolus lineatoguttatus (Régimbart, 1894)
- Philaccolus ondoi Bilardo & Rocchi, 1990
- Philaccolus orthogrammus (Régimbart, 1895)